# Kvaløya
Kvaløya („Walinsel“; samisch: Sállir) ist die fünftgrößte Insel Norwegens und gehört zum Fylke Troms. Auf der von mehreren Fjorden stark zergliederten Insel liegen Teile der Stadt Tromsø, der größte Teil von Kvaløya ist aber ländlich geprägt.

## Geographie
Der Kaldfjord im Norden und der Ersfjord im Westen zergliedern Kvaløya in drei Teile. An der Ostseite der Insel liegt der Sandnessund, der Kvaløya von der deutlich kleineren Insel Tromsøya (mit der Innenstadt von Tromsø) und dem Festland trennt. Im Norden liegt die Insel Ringvassøya und im Süden das Festland und die Insel Senja, während sich im Westen neben einigen kleineren Inseln das offene Nordmeer befindet.
Der größte Teil der Insel ist gebirgig. Die Gebirge nördlich von Tromsø bestehen im Wesentlichen aus Tonaliten und Gneisen, die bis zu 2,88 Milliarden Jahre alt sind. Darüber hinaus sind die Gesteine in diesem Bereich der Insel dafür bekannt, dass sie nur geringen metamorphen Einflüssen ausgesetzt waren. Am Ersfjorden findet man den so genannten Ersfjordgranit, der bis zu 1,8 Milliarden Jahre alt ist.

## Verkehr
Es existieren zwei feste Straßenverbindungen von Kvaløya zum Festland. Eine führt über die Sandnessundbrücke in die Innenstadt von Tromsø auf Tromsøya, von wo eine Brücken- und eine Tunnelverbindung zum Festland besteht. Die andere feste Verbindung befindet sich im Südosten der Insel: Der mautpflichtige Ryatunnel verbindet seit dem 29. September 2011 auf einer Länge von 2.675 m die Orte Larsenga und Balsnes. Der Tunnel ist für Fahrradfahrer freigegeben. Die Fähre Vikran-Larsenga wurde im Zuge der Tunneleröffnung eingestellt. Einige weitere vorgelagerte Inseln wie Sommarøya und Hakøya sind durch Brücken angebunden.
Es bestehen mehrere Fährverbindungen, z. B. von Brensholmen im Südwesten nach Botnhamn auf der Nachbarinsel Senja (seit Herbst 2021 ganzjährig) sowie von Bellvik am Kaldfjorden zu verschiedenen vorgelagerten Inseln (Vengsøya, Musvær, Risøya und Sandøya) und nach Laukvik, einem kleinen Dorf, das zwar ebenfalls auf Kvaløya liegt, aber keine feste Straßenanbindung hat.
Der unmittelbar gegenüber von Tromsø gelegene Ostteil der Insel ist ins Busnetz der Stadt eingebunden. Ansonsten erfolgt die Anbindung der Dörfer an das städtische Oberzentrum Tromsø mit Überlandbussen.
Der nächstgelegene Flughafen, der Flughafen Tromsø, liegt auf der Nachbarinsel Tromsøya unmittelbar an der Ostseite der Insel.

## Politik
Die gesamte Insel gehört zur Kommune Tromsø, deren Verwaltungszentrum die gleichnamige Stadt ist.

## Bevölkerung
Ein Großteil der Inselbevölkerung lebt an der Ostseite in Kvaløysletta, dem Ortsteil von Tromsø, der gegenüber der Innenstadt liegt und starken Zuzug aus der Kernstadt verzeichnet. Allerdings gibt es an der gesamten Küste kleine, verstreute Siedlungen.

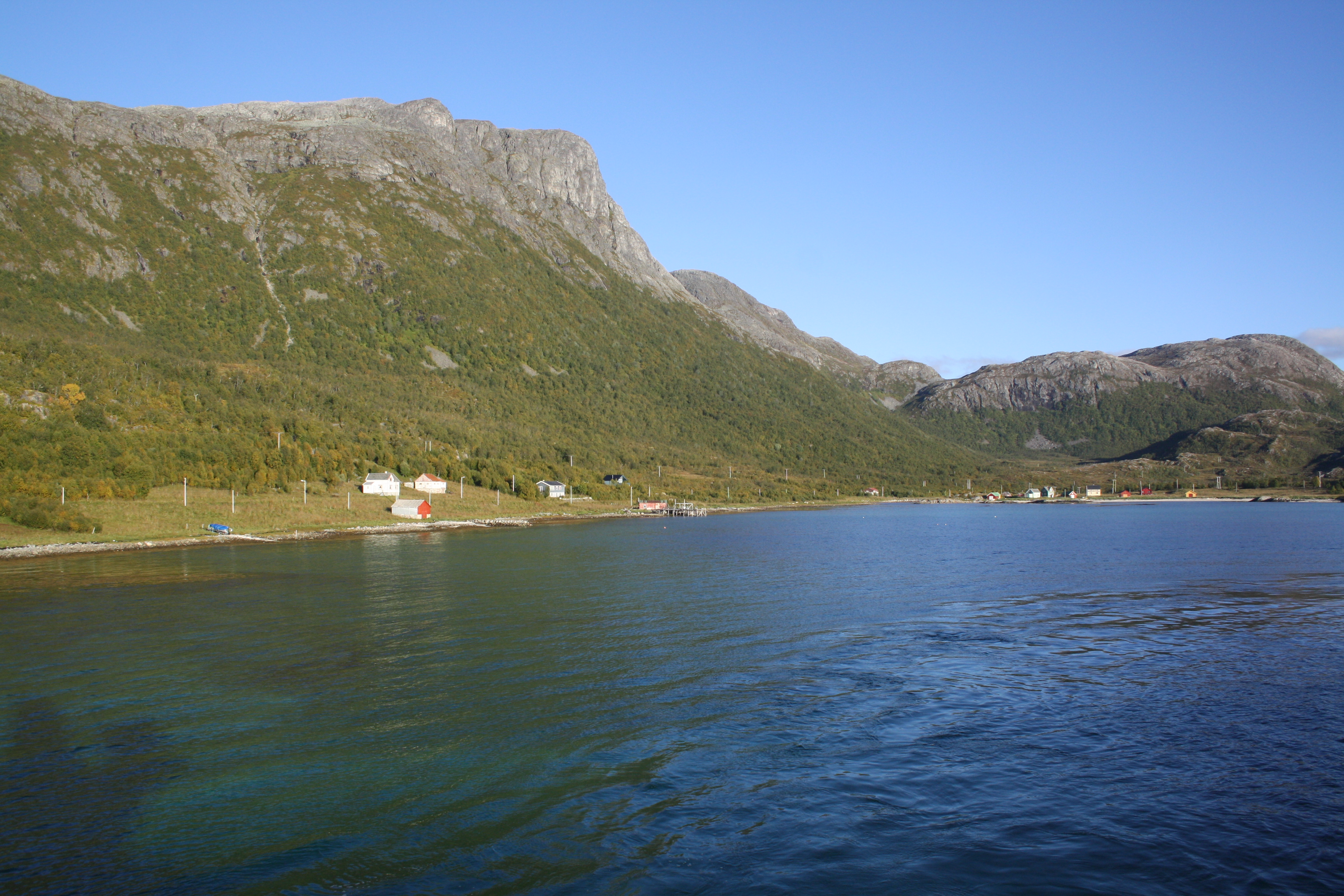
Das kleine Dorf Laukvik im Nordwesten von Kvaløya.
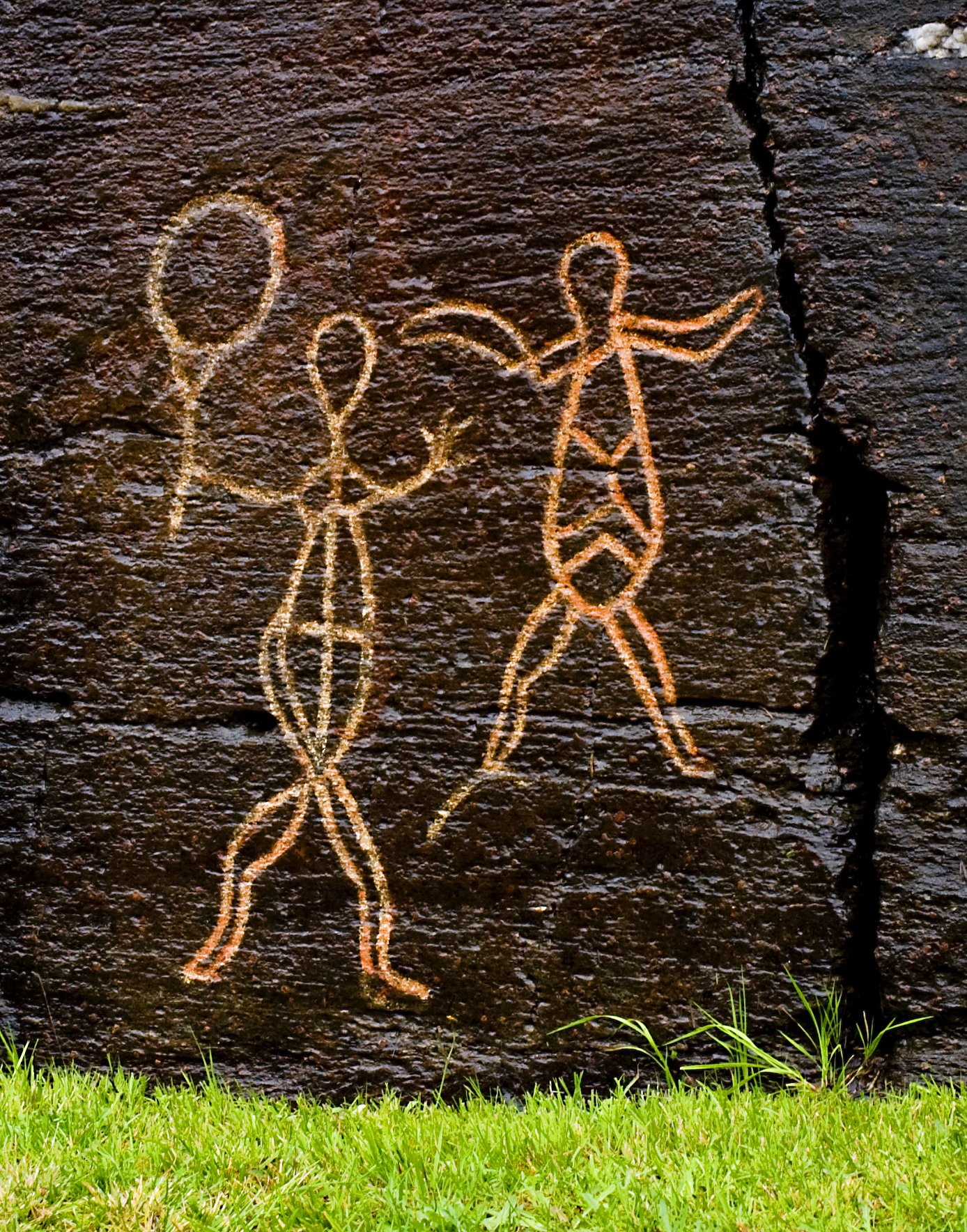
Petroglyphen von Skavberget
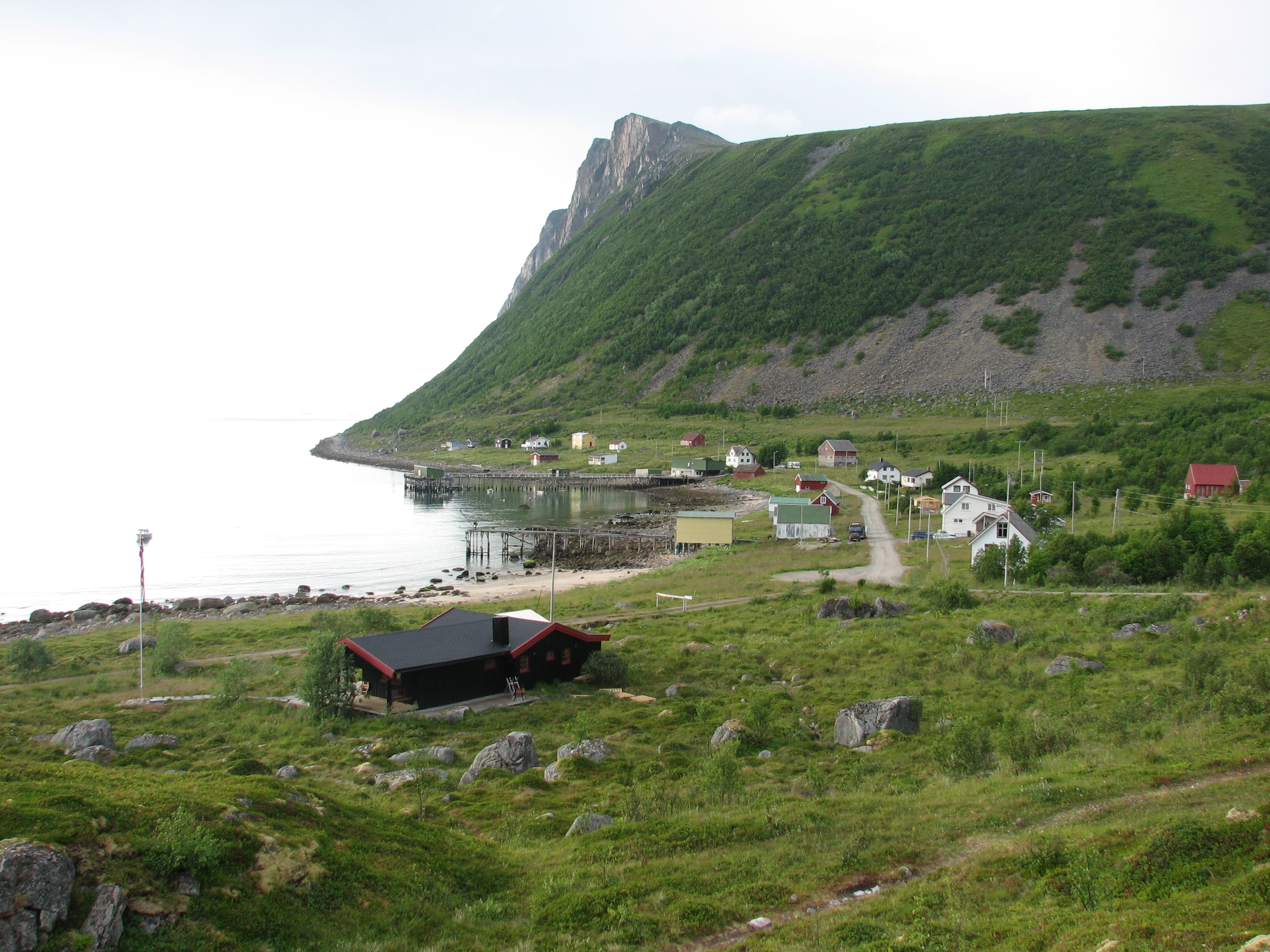
Das Dorf Rekvik im Südwesten von Kvaløya

## Energie
Im Südwesten der Insel befindet sich das Kvitfjell og Raudfjell Vindkraftverk, einer der größten Windparks Norwegens. Der Windpark mit 67 Windrädern hat eine Gesamtleistung von 281,4 MW und wird betrieben von Nordlysvind, einer norwegischen Tochter zweier deutscher Gesellschaften: der Ärztekammer Westfalen-Lippe und Siemens.

## Sehenswürdigkeiten
In der Nähe des Gutshofs Skavberget im Südosten der Insel am Rystraumen gibt es in den Fels gehauene Petroglyphen aus der Steinzeit. Bisher wurden drei schöne Felsflächen mit einer Reihe von geschnitzten Figuren gefunden, die bis zu neuntausend Jahre alt sind. Möglicherweise sind noch nicht alle entdeckt.

## Sport und Freizeit
Kvaløya ist ein beliebter Ausgangspunkt für Angeltouren. Bei mehreren lokalen Anbietern kann man geführte Touren inklusive Unterkunft buchen. Bei deutschen Reisebüros gibt es in Zusammenarbeit mit den Anbietern vor Ort auch Komplettangebote für mehrtägige Angelreisen inklusive Flug und Abholung direkt am Flughafen Tromsø.